# Nicolas Gabriel Le Clerc

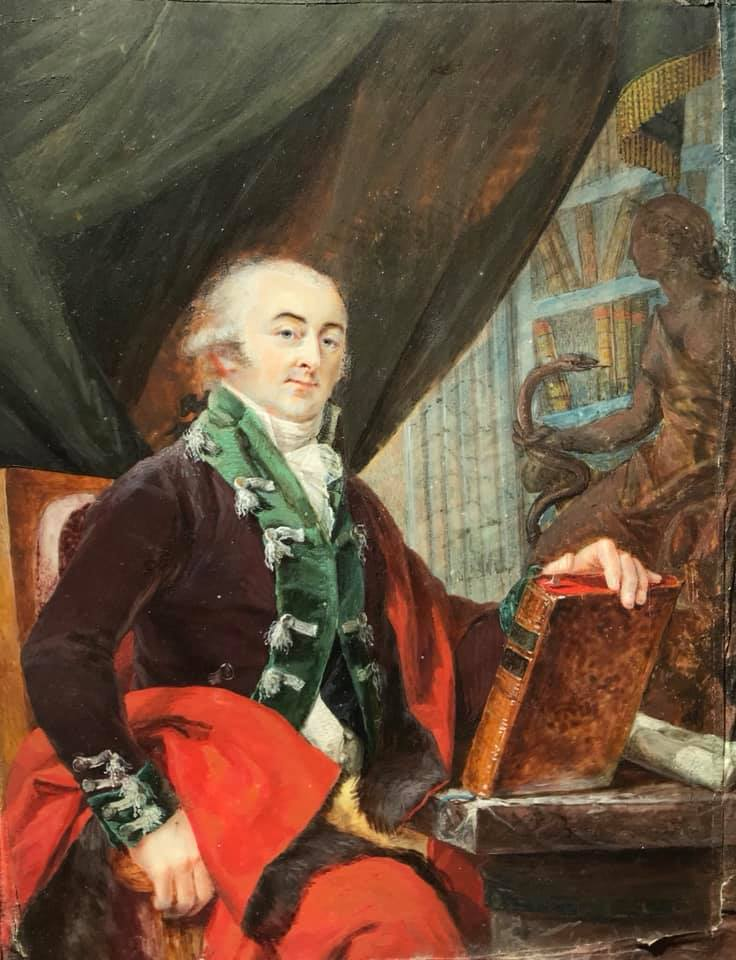
Clerk przed 1796 r.

Nicolas Gabriel Le Clerc (ur. 1726 w Baume-les-Dames, zm. 1798 w Wersalu) – francuski lekarz i historyk.
Gdy rozpoczęła się wojna siedmioletnia był lekarzem armii. W roku 1759 został lekarzem u atamana kozaków. W roku 1769 przybył do Rosji. W Petersburgu przebywał do 1777. Po powrocie do Francji, został uszlachcony przez Ludwika XVI i mianowany na stanowisko Generalnego Inspektora Szpitali Królestwa (franc. Inspecteur général des hôpitaux du royaume).
Opracował plan reorganizacji szpitali. Prócz tego wydał własną historię Rosji: Une Histoire physique, murale et politique de la Russie (1783), z zawratą w tym dziele tezą o szczególnych skłonnościach Rosjan do despotyzmu polemizował historyk rosyjski Iwan Nikiticz Bołtin (1735–1792). Leclerc wydał też Systeme complet d'éducation publique, physique et morale, exécuté dans les établissements ordonnés par Catherine II, (Neuchâtel, 2 t., 1777).